# Loudéac
Loudéac / Loudieg / Loudia là một xã trong tỉnh Côtes-d'Armor, thuộc vùng hành chính Bretagne của nước Pháp, có dân số là 9.371 người (thời điểm 1999).

## Những người con của thành phố
- Jeanne Malivel (1895 - 1926), nữ họa sĩ, điêu khắc gia
- Henri Gasse (sinh 1907), nhà y học
- Marylise Lebranchu (sinh 1947 tại Loudéac), nữ chính trị gia, nữ bộ trưởng Bộ Tư pháp 2000-2002